# Palugon
Palugon is een bestuurslaag in het regentschap Cilacap van de provincie Midden-Java, Indonesië. Palugon telt 2672 inwoners (volkstelling 2010).